# Tisentnops
Tisentnops leopoldi es una especie de araña araneomorfa de la familia Caponiidae. Es el único miembro del género monotípico Tisentnops. Se encuentra en  Chile en la región de Antofagasta.